# Onitis inversidens
Onitis inversidens là một loài bọ cánh cứng trong họ Bọ hung (Scarabaeidae).